# Death
Death a fost o formație death metal din S.U.A., formată în 1983 de Chuck Schuldiner, considerată a fi creatoare și lideră al stilului al cărui nume îl poartă.

## Istorie

### Primii ani (1983-1987)
Formată în 1983 de Chuck Schuldiner în Orlando și numită inițial Mantas, Death a fost unul din pionierii mișcarii death metal alături de Morbid Angel și Possessed.
Alături de Barney "Kam" Lee și Rick Rozz, Schuldiner a început să compună melodii lansate pe casete în 1984. Aceste casete alături de demoul Death by metal au făcut auzit numele formației în lumea muzicii. La scurt timp după, Mantas este desființată de Schuldiner și Death ia naștere, alături de aceiași Rick Rozz și Kam Lee. Este lansat un al doilea demo, numit Reign of Terror.
În 1985 după lansarea casetei Infernal Death, Schuldiner îi concediază pe Lee și Rozz în favoarea instrumentiștilor de la Repulsion, Scott Carlson și Matt Olivio. Lipsește însă un baterist și astfel formația este din nou desființată. Schuldiner se mută în San Francisco și îl angajează pe Eric Brecht, bateristul trupei DRI, dar nemulțumit de noua încarnare a "morții", se întoarce în Florida fără formație.
În 1986 Schuldiner este invitat să participe la înregistrarea unui album al trupei de thrash metal canadian Slaughter, lucru pe care-l acceptă, mutându-se în Canada. Lucrurile însă nu merg bine și după două săptămâni Chuck  se întoarce în Florida, apoi în San Francisco unde i se alătură lui Chris Reifert. Împreună au înregistrat demoul Mutilation ce le-a câștigat un contract din partea Combat Records.
Scream Bloody Gore a fost lansat în 1987. Lui Schuldiner i s-a alăturat un al doilea chitarist, John Hand, care deși nu a cântat nimic pentru Death are chipul figurând pe coperta albumului. Deși albumul a înregistrat un succes imens, Schuldiner a decis să se întoarcă în Florida, lăsându-l înapoi pe Chris Reifert. I se alătură din nou Rick Rozz, alături de Terry Butler și Bill Andrews, membrii ai trupei Massacre.

### Perioada 1988-1992
În 1988 este înregistrat Leprosy. După o serie de concerte, în 1989, Rick Rozz este concediat. Este înlocuit de James Murphy alături de care este înregistrat al treilea album, Spiritual Healing, în 1990. Începând cu această perioadă, Schuldiner renunță la tematica "morbidă" a versurilor în favoarea unei critici sociale, stilul muzical al trupei progresând la un death metal tehnic, foarte complex, piesele muzicale devenind din ce în ce mai melodice.
In 1990 Schuldiner se decide, chiar în ultimul moment să renunțe la turneul european, din cauza organizării defectuase. Dar, spre surprinderea sa, Andrews și Butler continuă turneul, sub numele de 'Death', în ciuda hotărârii lui Chuck, angajându-i pe Walter Trachsler (chitară) și pe Louie Carrisalez la voce, pentru a-l înlocui pe Chuck (vocals). Dupa terminarea turneului, Schuldiner le intentează un proces, iar aceștia sunt nevoiți să renunțe la a mai folosi numele 'Death'.
Astfel, Chuck Schuldiner renunță la ideea de formație cu o componență stabilă și începe să lucreze numai cu muzicieni angajați. El îi angajează pe Steve DiGiorgio, Sean Reinert și Paul Masvidal ce cântau la acea vreme în altă trupă de death metal tehnic, Cynic. În această componență este lansat, în 1991, albumul Human, cel mai bine vândut album Death, aclamat de critici, al cărui videoclip la piesa "Lack of Comprehension" fiind chiar difuzat, într-o oarecare măsură pe MTV.
În perioada 1988-1992, Death îl angajează ca manager pe Eric Greif, o relație din care au rezultat cel puțin două procese între Greif și Schuldiner. Schuldiner rămâne din acest moment propriul său manager.

### Ultimii ani (1993-2001)
În 1993, Reinert și Masvidal părăsesc trupa pentru a continua cu Cynic, iar Schuldiner îi înlocuiește cu Gene Hoglan (ex-Dark Angel) și cu Andy LaRocque, faimosul chitarist și compozitor din King Diamond. Lansat pe 14 iulie 1993 "Individual Thought Patterns" reprezintă un mare salt înainte și un uriaș succes comercial, videoclipul piesei "The Philosopher" apărând chiar într-un episod Beavis & Butt, în 1994. Tot în același an, Death abandoneză casa de discuri Relativity și semnează cu Roadrunner Records, iar LaRocque fiind ocupat cu King Diamond, Ralph Santolla este angajat pe port de chitarist în turnee.
În 1995, Santolla și DiGiorgio sunt schimbați cu Kelly Conlon și Bobby Koelbe, iar noul album Death, "Symbolic", se dovedeste mai puțin tehnic și progresiv decât predecesorul său, dar mult mai heavy și ritmat, datorită și producătorului Jim Morris, discul fiind înregistrat în clasicul Morrisound Studio din Tampa, Florida.
La începutul anului 1996, Schuldiner decide încetarea temporară a activității formației pentru a se putea ocupa de noul său proiect, Control Denied, un ansamblu heavy/power energic și axat pe posibilitățile vocale ale frontman-ului Tim Aymar și în care Chuck este "un simplu instrumentist".
Scapat de contractul casei Roadrunner și reformat în componența Chuck Schuldiner, Shannon Hamm, Scott Clendenin și Richard Christy, Death realizeaza al șaptelea album de studio, dar primul pentru noul său label, Nuclear Blast. Imprimat în aprilie-mai 1998 cu Jim Morris în Morrisound Studio "The Sound of Perseverance", reactualizează într-o formă modernă primele trei albume al trupei. Produsul finit se dovedește mai experimental, mai aventuros și mai apropiat ca oricând de techno death/thrash.
Reunit cu Aymar, Control Denied pune în circulație la 19 octombrie 1999 albumul de debut "The Fragile Art of Existence", iar Century Media relansează varianta remasterizată a albumelor "Leprosy" și "Human".
Diagnosticat în mai 1999 cu pontine glioma, un tip foarte rar de tumoare cerebrală întalnită în special la copiii, Chuck Schuldiner urmează în lunile următoare un tratament intens de chimioterapie, acupunctură și medicină naturistă (al carui preț a fost estimat de familia sa la 90.000 de dolari), dar, în urma rezultatelor nesatisfăcătoare, este operat pe creier la inceputul anului 2000. Efectuată pe 19 ianuarie de o echipă de 5 specialiști de la Centrul Medical Universitar al spitalului Tisch din New York, și apreciată la circa 100.000 de dolari, intervenția chirurgicală decurge aparent cu succes, în ultima parte a anului Chuck anunțănd iminenta reluare a repetițiilor Death și Control Denied. Deoarece Chuck nu beneficiază de asigurare de sănătate din partea nici uneia dintre cele trei case de discuri, costurile operației, medicației și recuperării trebuie suportate de familia sa. Totuși, el este în final răpus de boală, decedând pe 13 decembrie 2001, în timp ce lucra la al doilea album Control Denied.

## Discografie

### Demo
| Data lansării | Titlul             | Casa de discuri    |
| 1983          | Death by Metal     |                    |
| 1984          | Live in Tampa      |                    |
| 1984          | Reign of Terror    | Independent record |
| 1984          | Live at Ruby's Pub | Independent record |
| 1985          | Infernal Death     | Independent record |
| 1985          | Rigor Mortis       | Independent record |
| 1985          | Back from the Dead | Independent record |
| 1985          | Infernal Live      | Independent record |
| 1986          | Mutilation         | Independent record |

### Albume de studio
| Data lansării | Titlul                      | Casa de discuri           |
| 1987          | Scream Bloody Gore          | Combat Records            |
| 1988          | Leprosy                     | Combat Records            |
| 1990          | Spiritual Healing           | Combat Records            |
| 1991          | Human                       | Relativity Records / Sony |
| 1993          | Individual Thought Patterns | Relativity Records / Sony |
| 1995          | Symbolic                    | Roadrunner                |
| 1998          | The Sound of Perseverance   | Nuclear Blast             |

### Albume Live
| Data lansării | Titlul                     | Casa de discuri |
| 2001          | Live in L.A. (Death & Raw) | Nuclear Blast   |
| 2001          | Live in Eindhoven          | Nuclear Blast   |

### Compilații
| Data lansării | Titlul                  | Casa de discuri |
| 1992          | Fate: The Best of Death | Combat          |

## Componență

### Ultima Componență
- Chuck Schuldiner - chitară, voce, compozitor principal (1983-1999)
- Richard Christy - baterie (1996-1999)
- Shannon Hamm - chitară (1996-1999)
- Scott Clendenin - bas (1996-1999)

### Alți Membri

#### Chitară
- Rick Rozz  - chitară (1983-1985, 1987-1989)
- James Murphy - chitară (1990)
- Paul Masvidal - chitară (1990-1991)
- Andy LaRocque - chitară (1993)

#### Bas
- Scott Carlson - bas (1985)
- Terry Butler - bas (1987-1990)
- Steve DiGiorgio - bas (1986, 1991, 1993)
- Skott Carino - bas (1991-1992)
- Kelly Conlon - bas (1995)

#### Baterie
- Kam Lee  - baterie, Vocals (1983-1985)
- Eric Brecht - baterie (1985)
- Chris Reifert - baterie (1986-1987)
- Bill Andrews - baterie (1987-1990)
- Sean Reinert - baterie (1991-1992)
- Gene Hoglan - baterie (1993-1995)
- Chris Williams - baterie (1996)